# Power Macintosh 7100

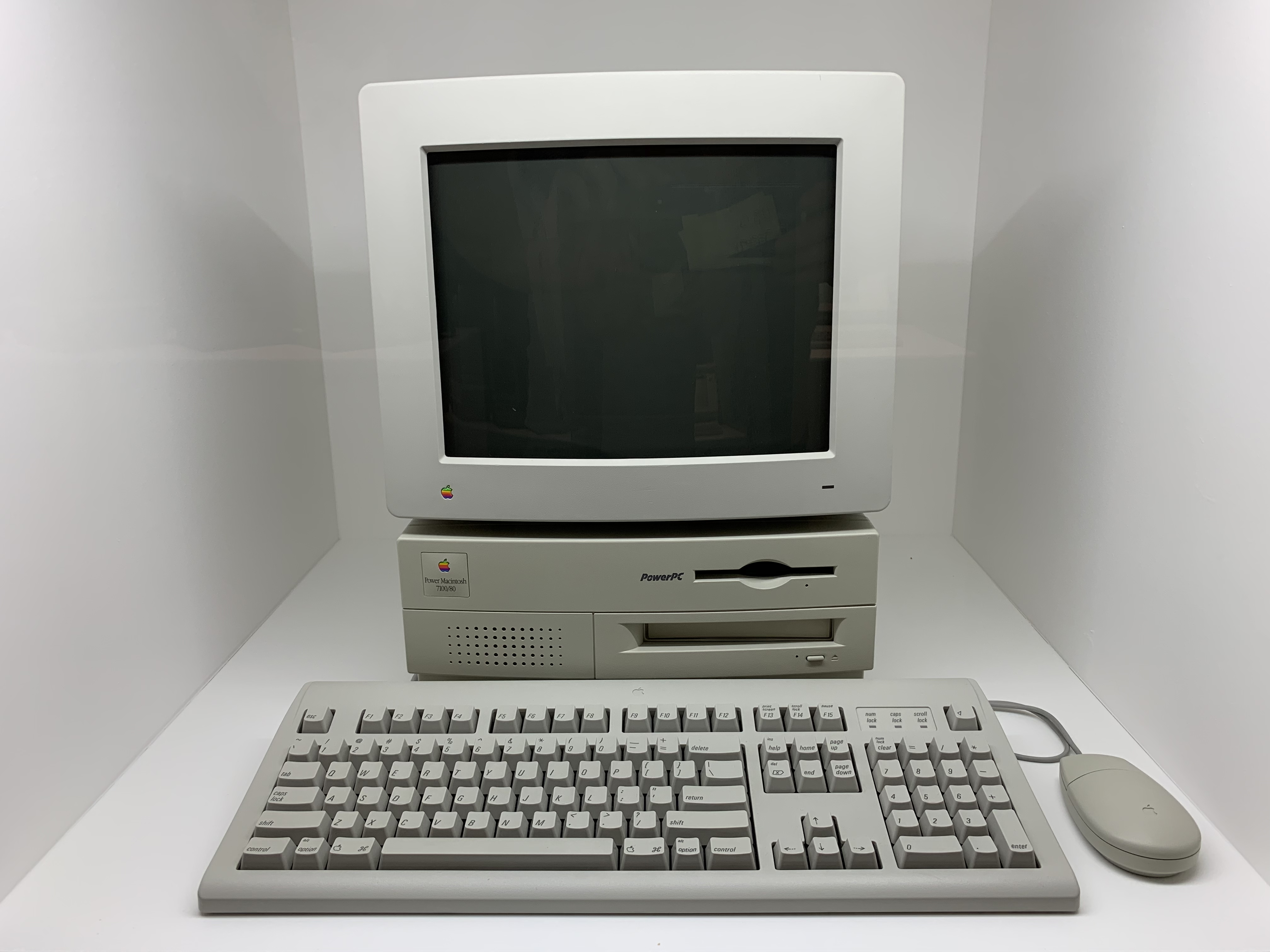
Power Macintosh 7100/60AV

Der Power Macintosh 7100 wurde von März 1994 bis Januar 1996 von Apple Computer verkauft. Zusammen mit dem preisgünstigen Power Macintosh 6100 und dem Top-Modell Power Macintosh 8100 wurde er in den Markt eingeführt.
Der Rechner wurde mit dem Prozessor PowerPC 601 von Motorola ausgestattet. Für den Speicher waren 4 Bänke mit 72-Pin-SIMMs vorgesehen. Der Speicherausbau war bis maximal 136 MB möglich (8 MB aufgelötet). Als Komponenten waren eingebaut: 1,44-MB-Diskettenlaufwerk, Festplatte, 3 NuBus- und 1 PDS-Slot, Tonausgang, 2 serielle Schnittstellen. Der Power Macintosh 7100 wurde mit System 7.1.2 (klassisches Mac OS) ausgeliefert.
Nachfolgemodell war der Power Macintosh 7200.